# 苏氏荣华食品

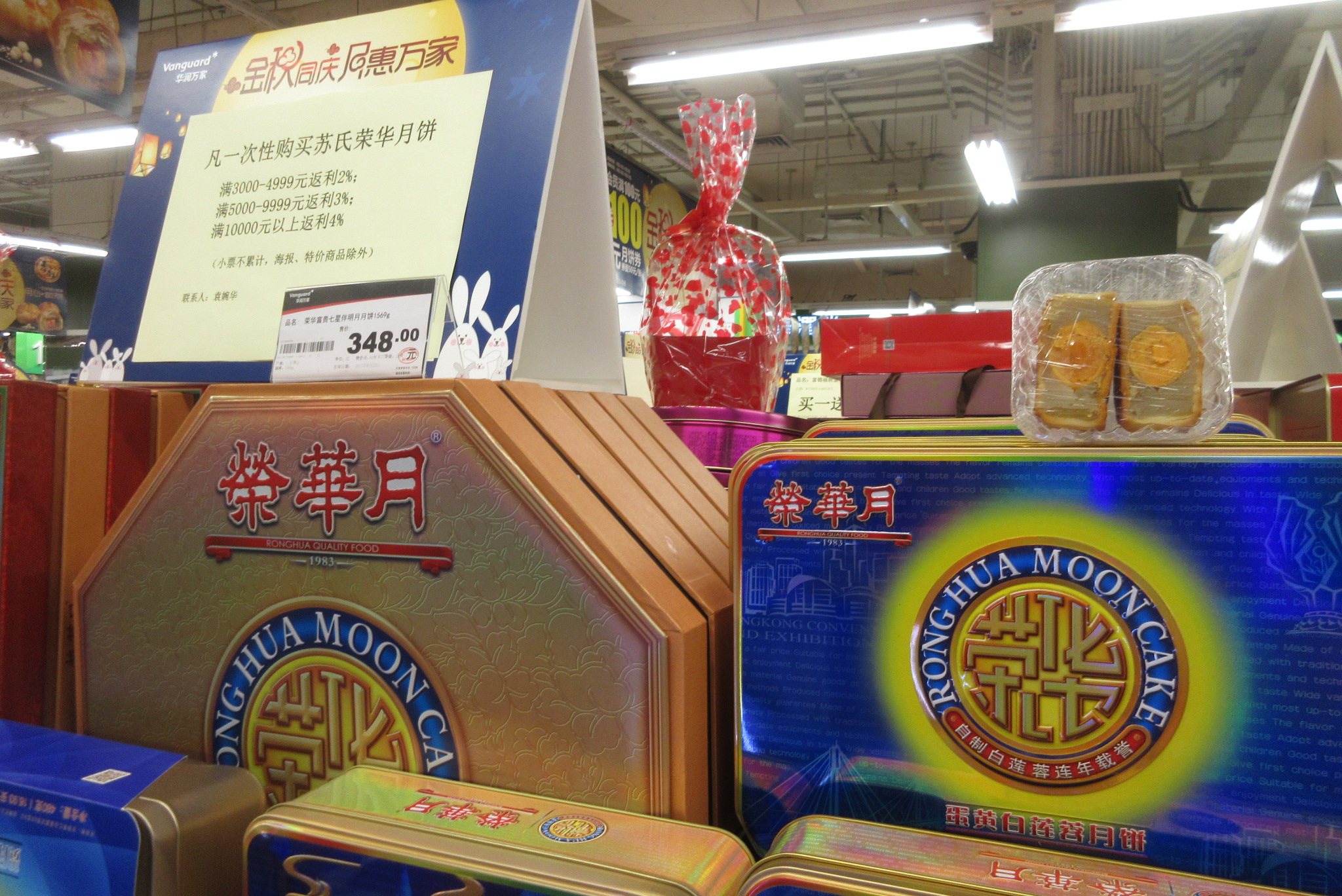
苏氏荣华食品公司生产的“荣华月”牌月饼

佛山市顺德区苏氏荣华食品有限公司，简称苏氏荣华食品、苏氏荣华和顺德荣华，是一家位于中华人民共和国广东省佛山市顺德区的食品公司，于1983年成立，曾先后使用过“荣华饼食店”、“荣华面包厂”等名称。该公司主要生产中式饼食和月饼，主要在中国大陆20多个省、市、自治区销售。

## 历史与概况
1983年，苏国荣（创始人）离开了工作了5年属于供销社系统的顺德勒流镇饼厂（当时已经是师傅身份），下海创立了自己的食品店，生产月饼等各类食品。1985年开始使用“荣华”字号，正式更名为荣华饼食店。当时苏国荣花了800元创业，没有自动化设备，整个工厂运作全靠自己砌砖、烧柴，直到后来的烧煤。创立初期，荣华饼食店的经营范围是“早点、油器糕点”，其经营方式一直到1996年也只有“零售”。1996年1月17日，苏国荣创立了“荣华面包厂”，经营方式为“产销”，由此苏国荣开始具备生产的经营资质。1998年6月18日，该厂更名为“苏氏荣华食品厂”。此后，苏国荣又与自己在1998年在香港设立的“香港苏氏食品有限公司”“合资”，将该公司的名称更名为佛山市顺德区勒流苏氏荣华食品有限公司。然而“香港苏氏食品有限公司”是一家空壳公司，苏氏荣华在产品上还打上“香港监制”字样，其目的是故意误导消费者。
1990年，荣华饼食店的月饼在当地已经很有名气。由于孩子在当年出生，他给孩子冠名“华”字，再加上自己名字中的“荣”字，来纪念公司的发展。
苏氏荣华工厂占地面积两万多平方米，公司已通过ISO9001质量体系认证和HACCP食品安全体系认证。公司主要产品为白莲蓉月饼和龙凤嫁娶喜饼，其产品在中国大陆20多个省、市、自治区销售。2010年起，产品可通过中国邮政广东省各网点购买，并可寄往全国乃至世界各地。该公司所生产的七星伴月、经典金月、清香蛋黄白莲蓉、优品伍仁皇、清香双黄白莲蓉月饼曾获得“广东精品月饼”称号，而双黄白莲蓉和伍仁皇月饼也曾获中国食品工业协会、全国烘焙产业联盟颁发的“首届中国烘焙食品节金奖”称号。
2025年4月，蘇氏榮華餅家更名為蘇氏餅家，月餅系列同步更名為蘇氏月餅。

## 与香港荣华的纠纷
由于苏氏荣华公司所生产的月饼一样使用“荣华月饼”名称，且无论是商标、包装盒都与香港荣华相似，此举在1999年激怒了香港荣华和东莞荣华（香港荣华在东莞设立的分公司），导致香港荣华与苏氏荣华陷入了无休止的商标权诉讼中。据统计，双方之间的相关诉讼多达58起，相关案件的诉讼费超过1000万元。